# Iran op de Olympische Zomerspelen 1968
Iran nam deel aan de Olympische Zomerspelen 1968 in Mexico-Stad, Mexico. Voor het eerst sinds 1956 werd weer goud behaald. De gewichtheffers en worstelaars wonnen in totaal vijf medailles.

## Medailleoverzicht
| Sport         | Olympiër                | Onderdeel             | Medaille |
| ------------- | ----------------------- | --------------------- | -------- |
| Gewichtheffen | Mohammad Nassiri        | -56kg (m)             | Goud     |
| Worstelen     | Abdollah Movahed        | -70kg vrije stijl (m) | Goud     |
| Gewichtheffen | Esmaeil Elmkhah         | -56kg (m)             | Zilver   |
| Worstelen     | Aboutaleb Talebi        | -57kg vrije stijl (m) | Brons    |
| Worstelen     | Shamseddin Seyed-Abbasi | -63kg vrije stijl (m) | Brons    |

## Deelnemers en resultaten
(m) = mannen, (v) = vrouwen 

### Atletiek
| Olympiër       | Discipline       | Resultaat | Prestatie                            |
| -------------- | ---------------- | --------- | ------------------------------------ |
| Jalal Keshmiri | kogelstoten (m)  | DNS       | kwalificatie groep B: niet gestart   |
| Jalal Keshmiri | discuswerpen (m) | 20e       | kwalificatie groep B: 6de met 53,96m |

### Gewichtheffen
| Olympiër          | Discipline  | Resultaat | Prestatie |
| ----------------- | ----------- | --------- | --------- |
| Mohammad Nassiri  | -56kg (m)   | Goud      | 367,5kg   |
| Nasrollah Dehnavi | -60kg (m)   | 6e        | 365kg     |
| Parviz Jalayer    | -67,5kg (m) | Zilver    | 422,5kg   |
| Daniel Gorgiz     | -75kg (m)   | DNF       |           |

### Worstelen
| Olympiër                | Discipline  | Resultaat   | Prestatie |
| Vrije stijl             | Vrije stijl | Vrije stijl | Vrije stijl |
| ----------------------- | ----------- | ----------- | --- |
| Mohammad Ghorbani       | -52kg (m)   | 7e          | 1ste ronde: W van DOM Defran 2de ronde: W van ECU Solari 3de ronde: W van GRE Triantafyllidis 4de ronde: V van USA Sanders 5de ronde: V van JPN Nakata                                                                                   |
| Aboutaleb Talebi        | -57kg (m)   | Brons       | 1ste ronde: W van GUA Raxon 2de ronde: W van AFG Ahmad: punten 3de ronde: W van POR Sardar: punten 4de ronde: vrij 5de ronde: W van USA Behm: punten 6de ronde: G van URS Aliev 7de ronde: G van JPN Uetake                              |
| Shamseddin Seyed-Abbasi | -63kg (m)   | Brons       | 1ste ronde: W van USA Douglas: punten 2de ronde: W van DDR Luczak: punten 3de ronde: W van TCH Engel 4de ronde: W van URS Tedeev: punten 5de ronde: W van GRE Karypidis 6de ronde: G van BUL Todorov 7de ronde: V van JPN Kaneko: punten |
| Shamseddin Seyed-Abbasi | -70kg (m)   | Goud        | 1ste ronde: W van CAN Garvie: punten 2de ronde: W van ARG Vario 3de ronde: W van FRA Marchand 4de ronde: W van FRG Rost 5de ronde: W van IND Chand: punten 6de ronde: W van MGL Sereeter: punten 7de ronde: W van BUL Valtchev: punten   |
| Ali-Mohammad Momeni     | -78kg (m)   | 4e          | 1ste ronde: W van AFG Ayub 2de ronde: W van HUN Bajko: punten 3de ronde: V van TUR Atalay 4de ronde: W van FRG Heinze: punten 5de ronde: W van BUL Sotirov: punten                                                                       |
| Mansour Mehdizadeh      | -87kg (m)   | 22e         | 1ste ronde: V van ROU Ballo |
| Eskandar Filabi         | -78kg (m)   | 9e          | 1ste ronde: W van ARG Vernik 2de ronde: V van SUI Jutzeler: punten 3de ronde: V van URS Lomidze: punten |
| Abolfazl Anvari         | +97kg (m)   | 6e          | 1ste ronde: W van HUN Nyers: punten 2de ronde: W van SWE Robertsson: punten 3de ronde: V van USA Kristoff: punten 4de ronde: V van BUL Douraliev                                                                                         |
| Grieks-Romeins          |             |             | |
| Hossein Moarreb         | -63kg (m)   | 11e         | 1ste ronde: W van RAU Hassanein 2de ronde: V van TUR Alakoc: punten 3de ronde: V van BUL Gualintchev |

Afghanistan · Algerije · Amerikaanse Maagdeneilanden · Argentinië · Australië · Bahama's · Barbados · België · Bermuda · Birma · Bolivia · Bondsrepubliek Duitsland · Brazilië · Brits-Honduras · Bulgarije · Canada · Centraal-Afrikaanse Republiek · Ceylon · Chili · Colombia · Congo-Kinshasa · Costa Rica · Cuba · Denemarken · Dominicaanse Republiek · Duitse Democratische Republiek · Ecuador · El Salvador · Ethiopië · Fiji · Filipijnen · Finland · Frankrijk · Ghana · Griekenland · Groot-Brittannië · Guatemala · Guinee · Guyana · Honduras · Hongarije · Hongkong · Ierland · IJsland · India · Indonesië · Irak · Iran · Israël · Italië · Ivoorkust · Jamaica · Japan · Joegoslavië · Kameroen · Kenia · Koeweit · Libanon · Libië · Liechtenstein · Luxemburg · Madagaskar · Maleisië · Mali · Malta · Marokko · Mexico · Monaco · Mongolië · Nederland · Nederlandse Antillen · Nicaragua · Nieuw-Zeeland · Niger · Nigeria · Noorwegen · Oeganda · Oostenrijk · Pakistan · Panama · Paraguay · Peru · Polen · Portugal · Puerto Rico · Roemenië · San Marino · Senegal · Sierra Leone · Singapore · Soedan · Sovjet-Unie · Spanje · Suriname · Syrië · Taiwan · Tanzania · Thailand · Trinidad en Tobago · Tunesië · Turkije · Tsjaad · Tsjecho-Slowakije · Uruguay · Venezuela · Verenigde Arabische Republiek · Verenigde Staten · Vietnam · Zambia · Zuid-Korea · Zweden · Zwitserland